# Ojíř z Fulštejna
Ojíř z Fulštejna na Linhartovech († 1540) byl nejvyšší komorník Opavského knížectví.

## Životopis

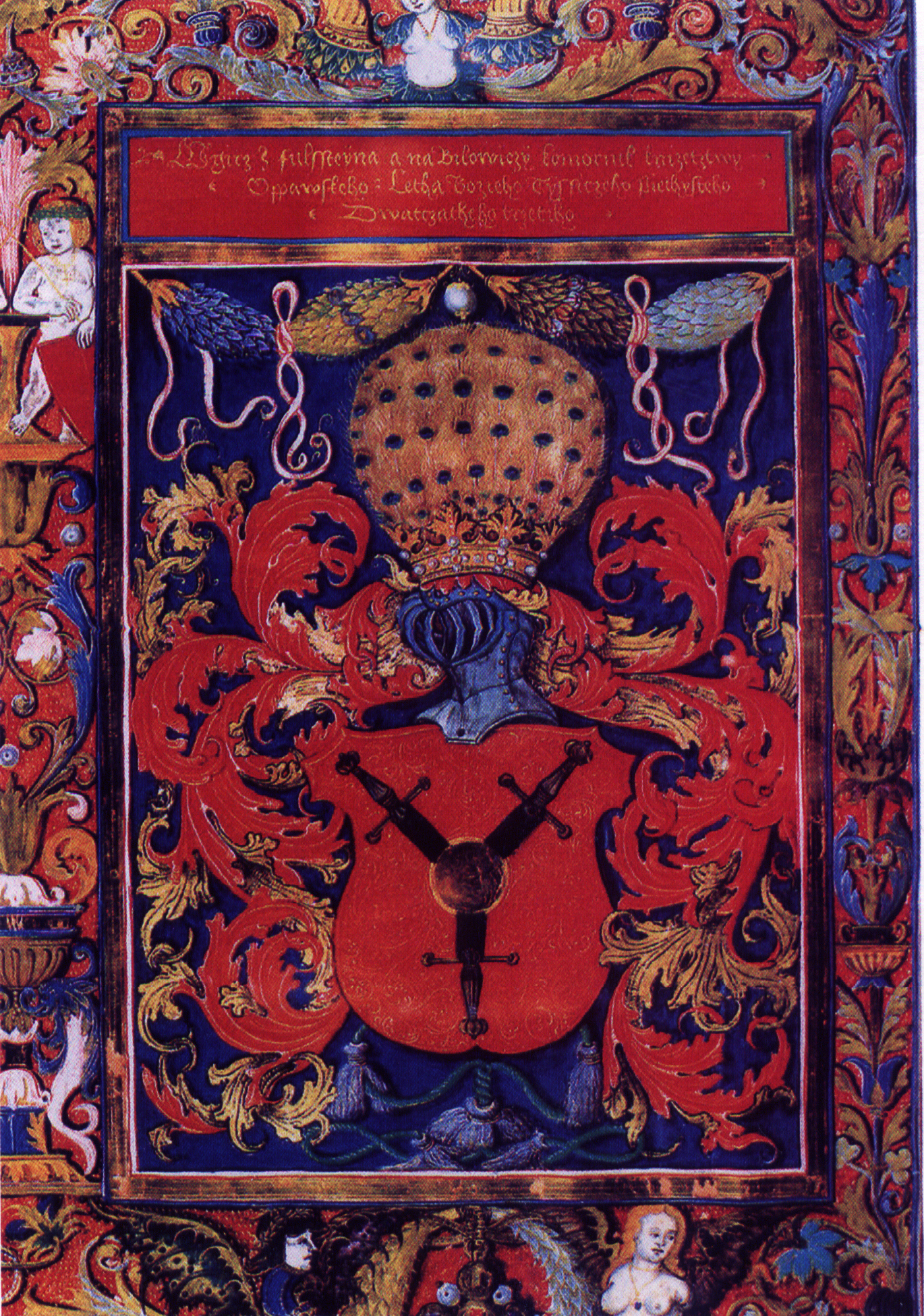
Erb Ojíře z Fulštejna

Pocházel z rodu pánů z Fulštejna, jeho otcem byl Václav z Vladěnína. Od roku 1523 byl nejvyšším komorníkem knížectví opavského. Jeho manželkou byla Bohunka, dcera Albrechta ze Šternberka a Anny z Boskovic. Vlastnil panství Linhartovy. V roce 1525 koupil panství Studenka od svých příbuzných. On i manželka zemřeli roku 1540 a byli pohřbeni v kostele v Opavici.